# Холмск (малый противолодочный корабль)
«Холмск» (МПК-191) — малый противолодочный корабль проекта 1124. (шифр «Альбатрос», кодовое обозначение НАТО — Grisha class corvette).
Основными задачами корабля являются обеспечение развёртывания ПЛАРБ, охрана военно-морских баз и соединений ударных кораблей и конвоев судов в прибрежных районах. Боевое применение не предполагает выход корабля в открытом море.
По состоянию на апрель 2022 года МПК «Холмск» находится в боевом составе Тихоокеанского флота, входит в состав 117-го дивизиона кораблей охраны водного района 114-й бригады кораблей охраны водного района Камчатской флотилии разнородных сил с базированием на Петропавловск-Камчатский. Бортовой номер 369.

## Строительство
Корабль заложен (заводской №28) 30 ноября 1982 года на Хабаровском судостроительном заводе имени С. М. Кирова и спущен на воду 7 мая 1985 года. Вступил в строй 21 ноября 1985 года. После достройки и испытаний МПК-191 вошёл в состав 146 ДнПЛК 33 БрКОВР СахФлРС КТОФ 7 января 1986 года, став крайним кораблём 2-й серии этого проекта.

## Вооружение
- 57-мм артиллерийская установка АК-725
- 30-мм артиллерийская установка АК-630
- Пусковая установка зенитно-ракетного комплекса «Оса-МА»
- Две реактивные бомбомётные установки РБУ-6000 «Смерч-2»
- 2 спаренных 533-мм торпедных аппарата
- 12 глубинных бомб или 18 мин

### Радиотехническое вооружение
- Аппаратура госопознавания «Никель-КМ»
- Радиопеленгатор АРП-50Р
- РЛС обнаружения воздушных и надводных целей МР-302 «Рубка»
- Навигационная РЛС «Дон» (заменена на РЛС «Пал»)
- Артиллерийская радиолокационная станция МР-123 «Вымпел-А»
- ГАС МГ-322Т «Аргунь»
- ОГАС МГ-339Т «Шелонь»
- ГАС КМГ-12 «Кассандра»
- ГАС приёма сигналов гидроакустических буев МГС-407К
- ГАС звукоподводной связи МГ-26
- Станция обнаружения теплового кильватерного следа ПЛ МИ-110КМ
- Станция обнаружения радиационного кильватерного следа ПЛ МИ-110Р

### Энергетическая установка
- ДГТУ М-8М.1 газовая турбина ГТУ-8, мощность — 18 000 л.с.
- 2 дизеля М-507А, суммарная мощность — 20 000 л.с.
- 3 дизель-генератора: ДГ-500, ДГ-300, ДГ-200, суммарная мощность — 1000 кВт.
- Выдвижная движительно-рулевая колонка ВДРК-159 (активный руль) мощностью 50 квт обеспечивала ход до 2,5 узлов. Направление тяги 360 градусов без перехода через курсовой угол 0 градусов. Предназначена для расширения пределов гидрометеорологических условий использования ПОУ КТ-1А ОГАС МГ-339Т «Шелонь».

## Служба
С 18 мая 1986 года МПК-191 был переподчинён в состав 146 ДнПЛК 33 БрКОВР СахФлРс ТОФ СССР с местом постоянного базирования на Корсаков (Сахалин). По итогам года корабль был объявлен «Отличным».
10 ноября 1987 года МПК-191 в составе ОБК (МТЩ «Якорь», МПК-191, буксир СБ-43) под флагом заместителя командующего ТОФ по гражданской обороне А. Г. Курика МПК-191 убыл для несения БС и участия в официальном дружественном визите в Хайфон (Вьетнам), который состоялся с 24 по 28 ноября.
С 3 января 1988 года корабль нёс БС в Индийском океане, при этом с 25 февраля по 9 мая 1988 года МПК-191 выполнил задачи советского правительства по защите гражданского судоходства в Персидском и Оманском заливах, осуществил заход в Бомбей (Индия) в составе ОБК (БПК «Адмирал Трибуц», МПК-191, буксир СБ-4). За время БС было проведено 13 конвоев — всего 26 судов.
С июня по декабрь 1988 года корабль продолжил несение БС в Южно-Китайском море с базированием на Камрань. По завершении похода правительственными наградами были отмечены: командир 146 ДнПЛК А. М. Горбунов (командир похода) — орденом «За службу Родине в Вооружённых Силах СССР» 3-й степени, командир корабля А. П. Вохмянин и командир БЧ-5 Ю. Лисов — медалью «За боевые заслуги», четыре моряка срочной службы — медалью Ушакова.
МПК-191 — последний корабль 146 ДнПЛК, нёсший БС в Южно-Китайском море.
26 июля 1992 года на корабле в торжественной обстановке был спущен Военно-Морской флаг СССР и поднят Андреевский флаг.
С 6 по 27 июня 2006 года МПК-191 (КК А. П. Иевлев) участвовал в обеспечении бдк «Пересвет», совершавшего военно-исторический морской «Поход памяти» в честь 275-летия ТОФ. Приказом главнокомандующего ВМФ РФ от 14 июня 2006 года № 495 кораблю было присвоено почётное имя «Холмск», в честь районного центра Сахалинской области.
C 11 по 13 июля 2007 года МПК «Холмск» и МПК «Советская Гавань» находились с дружеским визитом в городе Холмск. Между администрацией города Холмск и экипажем корабля был заключен договор о шефских связях.
Весной 2011 года корабль (командир капитан 3-го ранга Д. Ю. Шабров) в составе ОБК ТОФ участвовал в тактических учениях в районе Камчатки. МПК «Холмск» являлся участником ежегодных военно-морских парадов в честь Дня Военно-Морского Флота России в заливе Советская Гавань.
До 2012 года МПК «Холмск» находился в боевом составе 38-го дивизиона кораблей охраны водного района Совгаванского военно-морского района ТОФ ВМФ РФ с базированием на Заветы Ильича. После расформирования 38-го ДК перечислен в состав 117-го дивизиона кораблей охраны водного района 114-й бригады кораблей охраны водного района ТОФ ВМФ РФ.
С 2012 по 2013 год МПК «Холмск» прошёл капитальный ремонт главных двигателей и замену турбины на Дальзаводе во Владивостоке. В ходе ремонта 2014—2015 годов была произведена модернизация, в частности установлен гирокурсоуказатель ГКУ-5.
В мае 2018 года МПК «Холмск» совестно с МПК-221 и «Усть-Ильимск» провёл совместное рейдовое противолодочное учение по поиску субмарины в заданном районе и практическое выполнение противолодочных задач. Роль условного противника выполнила одна из ДЭПЛ приморского соединения ПЛ.
В начале 2020 года малые противолодочные корабли «Холмск», «Усть-Илимск», МПК-107 и МРК «Разлив» провели совместное артиллерийское учение у берегов Камчатки с задействованием 76-миллиметровых пушек АК-176 и 57-мм артиллерийских установок АК-725. В ходе учения были подавлены и уничтожены на береговом полигоне цели на урезе воды, мишени скрытые рельефом местности, долговременные огневые точки и боевая техника условного противника.

## Командиры корабля
Этим кораблём в разное время командовали:
- с 01.08.1985 по 04.05.1987 — капитан 3-го ранга Горбунов Александр Михайлович
- с 04.05.1987 по 01.01.1990 — капитан-лейтенант Вохмянин Андрей Павлович
- с 01.01.1990 по 11.03.1991 — капитан 3-го ранга Максимов Валерий Владимирович
- с 11.03.1991 по 08.06.1991 — капитан-лейтенант Дуля Сергей Петрович
- с 08.06.1991 по 14.01.1995 —капитан-лейтенант  Верещак Сергей Борисович
- с 14.01.1995 по 09.06.2000 — капитан 3-го ранга Смирнов Игорь Васильевич
- с 09.06.2000 по 25.10.2002 — капитан-лейтенант Матвейчук Дмитрий Михайлович
- с 25.10.2002 по 22.09.2004 —капитан-лейтенант  Иванов Сергей Валерьевич
- с 22.09.2004 по 14.11.2009 — капитан 3-го ранга Иевлев Алексей Петрович
- с 14.11.2009 по 28.09.2010 — капитан-лейтенант Зотов Сергей Юрьевич
- с 28.09.2010 по 01.04.2014 —  капитан 3-го ранга Шабров Дмитрий Юрьевич
- с 01.04.2014 по 30.08.2017—  капитан 3-го ранга Гаевой Андрей Александрович
- с 30.08.2017 по 30.10.2020— капитан 3-го ранга Войдилов Александр Викторович
- с 01.12.2020 по 31.08.2021 -капитан-лейтенант Хакимов Руслан Вадимович
- с 12.09.2021 по 01.12.2022 - старший лейтенант Колпаков Михаил Николаевич

## Бортовые номера
- № 385
- № 381
- № 369